# Tara Deodhar
Tara Deodhar (* 1924) ist eine ehemalige indische Badminton- und Tennisspielerin. Sie ist die Tochter der indischen Cricket-Legende Dinkar Balwant Deodhar. Suman Deodhar und Sunder Deodhar sind ihre Schwestern.

## Karriere
Tara Deodhar gewann im Badminton 1942 zwei der drei möglichen nationalen Titel. Auch im Folgejahr war sie bei den Meisterschaften zweimal erfolgreich. 1944 gewann sie ihren dritten Dameneinzeltitel in Folge. Auch im Tennis gehörte sie zu den Spitzenspielerinnen in Indien.

## Erfolge im Badminton
| Saison | Veranstaltung                 | Disziplin   | Platz | Name                          |
| ------ | ----------------------------- | ----------- | ----- | ----------------------------- |
| 1942   | Indien: Einzelmeisterschaften | Dameneinzel | 1     | Tara Deodhar                  |
| 1942   | Indien: Einzelmeisterschaften | Damendoppel | 1     | Tara Deodhar / Sunder Deodhar |
| 1943   | Indien: Einzelmeisterschaften | Dameneinzel | 1     | Tara Deodhar                  |
| 1943   | Indien: Einzelmeisterschaften | Damendoppel | 1     | Tara Deodhar / Sunder Deodhar |
| 1944   | Indien: Einzelmeisterschaften | Dameneinzel | 1     | Tara Deodhar                  |